# بانکو دی کردیتو اینورسیونس
بانکو دی کردیتو اینورسیونس (به اسپانیایی: Banco de Crédito Inversiones) شرکت خدمات مالی و بانکداری شیلیایی است، که در زمینه ارائه خدمات بانکداری خرد، بانکداری سرمایه‌گذاری، مدیریت دارایی و خدمات بیمه فعالیت می‌کند. 
بانکو دی کردیتو اینورسیونس در سال ۱۹۳۷ توسط جان یارور لولاس تأسیس شد و در حال حاضر چهارمین بانک بزرگ شیلی می‌باشد.
شعبه مرکزی این بانک در شهر سانتیاگو، شیلی قرار دارد و بخشی از سهام آن در بازار بورس اوراق بهادار سانتیاگو معامله می‌شود.